# 箱根口インターチェンジ
箱根口インターチェンジ（はこねぐちインターチェンジ）は、神奈川県小田原市風祭にある西湘バイパス・小田原箱根道路のインターチェンジ。国道1号と接続する。

## 概要
西湘バイパスの終点、小田原箱根道路の起点。
その名の通り、東京方面から西湘バイパス・小田原厚木道路を利用して箱根湯本方面へ向かう際の最寄りインターチェンジの一つで、西湘バイパス・小田原厚木道路・国道1号の交通が集中する場所であるため、行楽シーズンになるとここを先頭に両道路に長い渋滞が発生することも多い。
2005年（平成17年）に小田原箱根道路が暫定開通し、西湘バイパス・小田原厚木道路から国道1号現道を通らずに箱根新道に向かうことができるようになったが、暫定開通当時は同道路の山崎ICが未完成で同ICから国道1号へ降りることができなかったため、西湘バイパス・小田原箱根道路と国道1号箱根湯本方面の行き来には当ICを利用する必要があった。これによる交通集中がなお渋滞の要因となっていると評価されたため山崎ICの建設事業が進められ、2015年3月21日に山崎ICの立体部分が完成し、小田原箱根道路から箱根湯本方面への行き来が可能となった。
なお、国道1号箱根湯本方面から当ICに向かう場合、片側2車線となっている車線のうちの左側がそのまま当ICへの流入路となっている。現道を小田原市街へ向かうには予め右車線を通行する必要がある。この流入路は現道と立体交差し本線に接続するが、これは開通当初のものである。
また、小田原箱根道路から当ICに向かう場合、県立博物館トンネルを抜けてすぐに左右車線が分離帯により隔てられ、左車線のみが小田原市街方面への流出路に接続している。このため、箱根口ICで降りる場合は県立博物館トンネルまでに左車線を通行する必要がある。西湘バイパス・小田原厚木道路へは左右いずれの車線でも向かうことができるが、左車線は私有地の駐車場に面しているため、出入車両に注意が必要である。

## 接続する道路
- 国道1号

## 沿革
1970年秋に箱根口IC - 小田原西ICの開通に伴って供用を開始。これ以前の時点で西湘バイパスは小田原IC - 国府津仮出入口の区間のみの開通で小田原西IC - 小田原ICは未開通であったため、実質的には小田原西ICで接続する小田原厚木道路の箱根方面ランプウェイとして機能していた。

### 年表
- 1970年（昭和45年）11月15日：供用開始。
- 2005年（平成17年）3月28日：小田原箱根道路の開通により直結。

## 周辺
- 神奈川県立生命の星・地球博物館
- 鈴廣かまぼこの里[1]
- 風祭駅・入生田駅

## 隣
E84 西湘バイパス
早川IC - 箱根ターンパイク連絡路 - 小田原西IC - 箱根口IC
小田原箱根道路
箱根口IC - 湯本山崎ランプ - 山崎IC

## 参考資料
1. ↑  “小田原・箱根の観光地 鈴廣かまぼこの里”.   鈴廣蒲鉾本店. 2022年4月7日閲覧。